# 桂治洪
桂治洪（英語：Kuei Chih Hung，1937年12月20日—1999年10月1日），台灣及香港Cult片電影導演，1937年生於中華民國時期的廣州市，之後前往香港就讀中學。高中時赴臺北市立建國高級中學完成學業，畢業後於台灣國立藝專修讀舞台導演。畢業後在台灣擔任電影動畫製作、副導及導演等工作，第一次當副導為潘壘導演的《情人石》，曾執導《怪紳士》、《天公疼好人》等電影，並製作黑白動畫《武松打虎》。及後回港加盟邵氏影片公司，並於1965年獲派日本松竹片廠受訓。回港後多擔任井上梅次等日裔導演的副手。於1973年與導演張徹合導《憤怒青年》始受注目。隨後逐漸開拓其電影事業，在邵氏二十多年間拍了四十多部作品，較為人熟識的有《蛇殺手》、《成記茶樓》、《大哥成》、《邪》、《香港奇案系列》、《萬人斬》。及後移民美國，並在當地開設薄餅店，於1999年因肝癌病逝。

## 指導風格
桂治洪所拍電影，題材廣泛，包括犯罪、靈異、武俠、艷情、卡通動畫等；當中尤以犯罪及靈異類電影最為人稱道。

### 外界評論
七十年代中至八十年代初是桂治洪電影生涯的高峰期，在當時桂氏曾拍出不少賣座電影。因其嚴謹的拍攝手法，及其富刺激性的電影題材，亦頗受當時評論界讚許。惟八十年代中期，桂治洪移民美國，其電影事業亦為告終。故年青一代觀眾鮮有得知其名。及至2000年，天映娛樂公司用數碼修復技術，修復了大量邵氏舊片，並以VCD及DVD方式重新發行，桂氏舊作得以讓年青一代觀眾認識。其大膽創新的電影語言及題材，即使在二十多年後仍為人所讚嘆，《蛇殺手》、《女集中營》、《洋妓》、《邪》、《屍妖》、《蛊》、《邪咒》、《魔》等片更被小眾電影影迷視為港產Cult片代表作品。

### 電影

#### 導演
- 1963年 《怪紳士》
- 1968年 《勿為女人迷》
- 1970年《海外情歌》、《哪個不多情》
- 1971年《蛇殺手》
- 1972年《葫蘆神仙》、《少奶奶的絲襪》
- 1973年《憤怒青年》、《女集中營》、《血証》
- 1974年《洋妓》、《蛇殺手》、《成記茶樓》、《鬼眼》、《捉鼠記》、《四王一后》
- 1975年《古之色狼》、《大哥成》、
- 1976年《香港奇案二之臨村大血案》、《老夫子》、《索命》、《無法無天飛車黨》
- 1977年《香港奇案三之老爺車縱火謀殺案》、《香港奇案四之廟街皇后》、《香港奇案五之姦魔》
- 1978年《扮豬食老虎》
- 1979 年《頭蟀》、《匯峰號黃金大風暴》
- 1980年《萬人斬》、《邪》、《邪鬥邪》、《惡爺》
- 1981年《屍妖》、《蠱》
- 1982年《邪完再邪》、《邪咒》、《搏盡》
- 1983年《魔》
- 1984年《走火砲》

#### 副導演
1964年《情人石》：鄭佩佩、文玲、 黃宗迅、 喬莊主演，潘壘編導

## 外部連結
- （页面存档备份，存于）